# Langsnuitzaagstaartkathaai
De langsnuitzaagstaartkathaai (Galeus longirostris) is een vissensoort uit de familie van de Pentanchidae. De wetenschappelijke naam van de soort is voor het eerst geldig gepubliceerd in 1987 door Tachikawa & Taniuchi.